# Beye
BEYE (por Binary EYE) es un visualizador de archivos binarios libre que incorpora un editor que soporta los modos binario, hexadecimal y desensamblador. Emplea la sintaxis nativa Intel para desensamblar.

## Características
Algunas de sus características son:
- Desensamblador para AVR/Java/i86-i386-AMD64/ARM-XScale/PPC64.
- Previsualización completa de archivos de formato MZ, NE, PE, NLM, COFF32 y ELF.
- Previsualización parcial de archivos de formato a.out, LE, LX, PharLap.